# دزدک (کهگیلویه)
دزک (کهگیلویه)، روستایی از توابع بخش مرکزی شهرستان کهگیلویه در استان کهگیلویه و بویراحمد ایران است.

## جمعیت
این روستا در دهستان راک قرار دارد و براساس سرشماری مرکز آمار ایران در سال ۱۳۸۵، جمعیت آن ۲۷۹ نفر (۶۳خانوار) بوده‌است. در سال ۱۴۰۰ جمعیت این روستا (۱۸۰ خانوار) شده است